# Choi Sang-mok
Choi Sang-mok (kor. 최상목, ur. 7 czerwca 1963 w Seulu) – południowokoreański polityk, wicepremier oraz minister ekonomii i finansów Korei Południowej (od 2023), pełniący obowiązki prezydenta Korei Południowej (2024–2025), pełniący obowiązki Premiera Korei Południowej (2024–2025).

## Życiorys
Ukończył prawo na Narodowym Uniwersytecie Seulskim, uzyskał również doktorat z ekonomii. Pracował jako urzędnik w ministerstwie finansów W latach 2016-2017 był pierwszym wiceministrem finansów. W latach 2022-2023 pracował w administracji prezydenta Yoon Suk-yeol'a jako sekretarz wydziału gospodarki i następnie główny sekretarz ds. gospodarczych.
W grudniu 2023 został wicepremierem oraz ministrem ekonomii i finansów w rządzie Han Dock-soo
Był przeciwnikiem wprowadzonego 3 grudnia 2024 stanu wojennego w Korei.
27 grudnia 2024, z powodu impeachmentu prezydenta Yoon Suk-yeol'a oraz impeachmentu p.o. prezydenta Han Duck-soo, Choi Sang-mok został pełniącym obowiązki prezydenta oraz pełniącym obowiązki premiera Korei Południowej. Po obaleniu impeachmentu Han Duck-soo przez Trybunał Konstytucyjny 24 marca, Choi został zwolniony z obowiązków pełniącego obowiązki prezydenta i premiera.